# Jan van Dornicke
Jan van Dornicke ou Jan Mertens, dit Jan Mertens le Jeune, né vers 1470 et mort vers 1527, est un peintre maniériste flamand, actif à Anvers de 1509 à 1530 environ. Il a été identifié au Maître de 1518 par Georges Marlier en 1966.

## Biographie
Probablement originaire de Tournai, Jan Mertens van Dornicke devient l'apprenti du peintre Jan Gossart en 1505.
Il est inscrit maître au sein de la guilde de Saint-Luc d'Anvers en 1509.
Il est le beau-père de Pieter Coecke d'Alost et sa seconde fille épouse en premières noces Jan van Amstel, parfois identifié comme le Monogrammiste de Brunswick, et en secondes noces le peintre Gillis van Coninxloo.

## Œuvres
- Amnon attaque Tamar, huile sur panneau, 79,2 x 64,5 cm, Walters Art Museum, inv. 37.779 (fig. 1).[ref. 1]
- Triptyque de la Crucifixion, huile sur panneaux, 119,5 × 172,8 cm, Musée d'art de São Paulo, inv. 1436 P (fig. 2).[ref. 2]
- Triptyque avec Adoration des Mages, Nativité et Fuite en Égypte, huile sur panneaux, 118 × 85,5 – 43 cm, vente Sotheby's N08610, Lot 152 (fig. 3).[ref. 3]
- Triptyque de l'Abbaye de Dieleghem, huile sur panneaux, 180 x 150 et 185 × 70 cm, Musées des Beaux-Arts de Belgique, inv. 329 (fig. 4).[ref. 4]

## Galerie

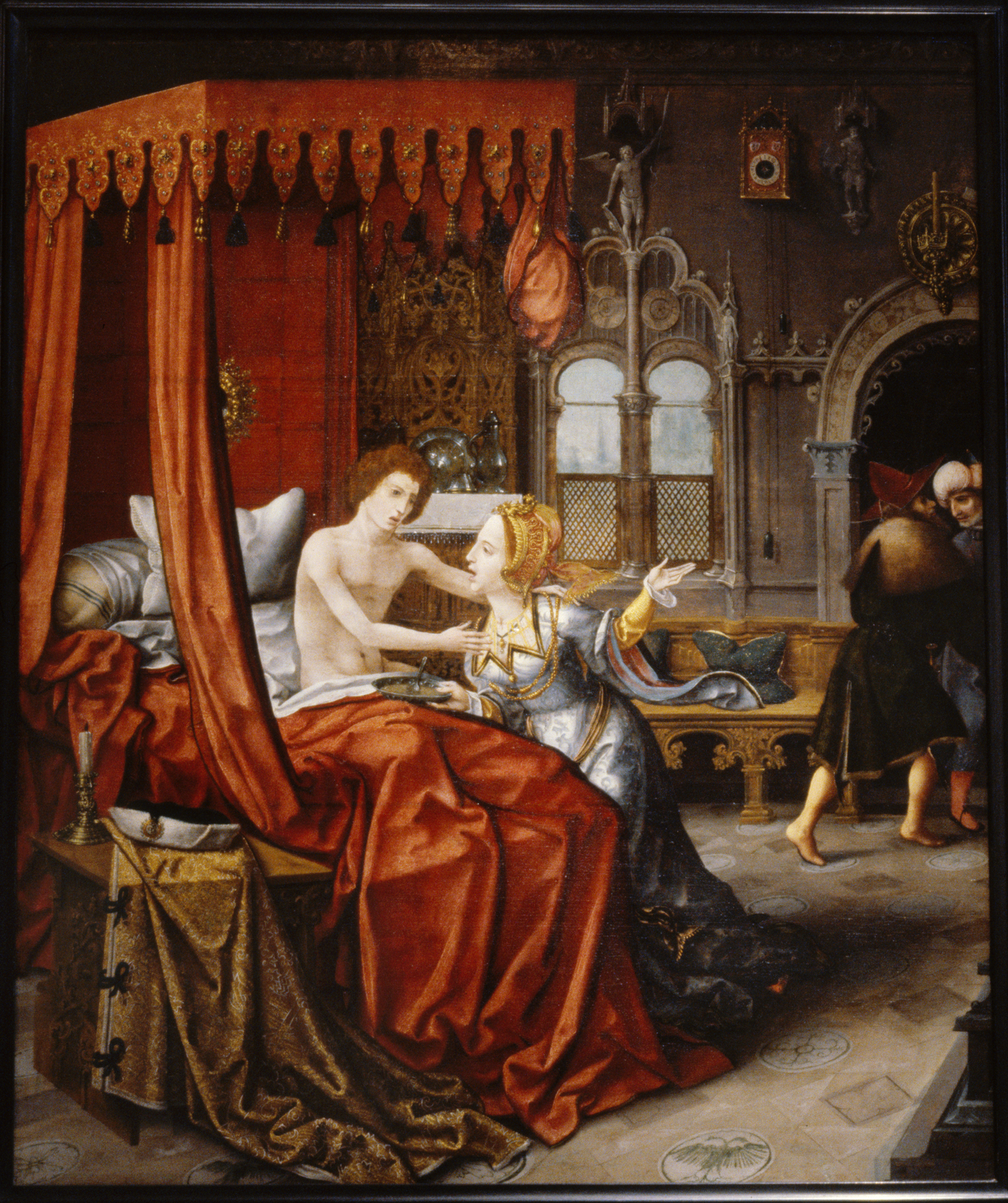
1. Amnon attaque Tamar, Walters Art Museum.
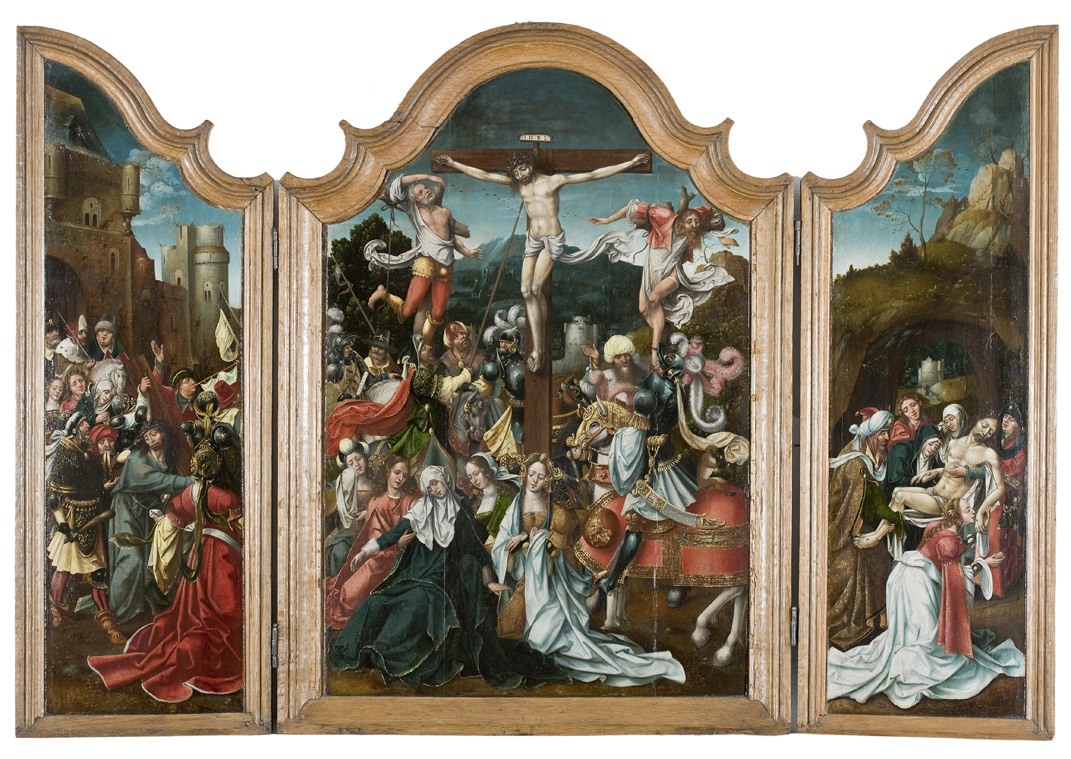
2. Triptyque de la Crucifixion, Musée d'art de São Paulo.
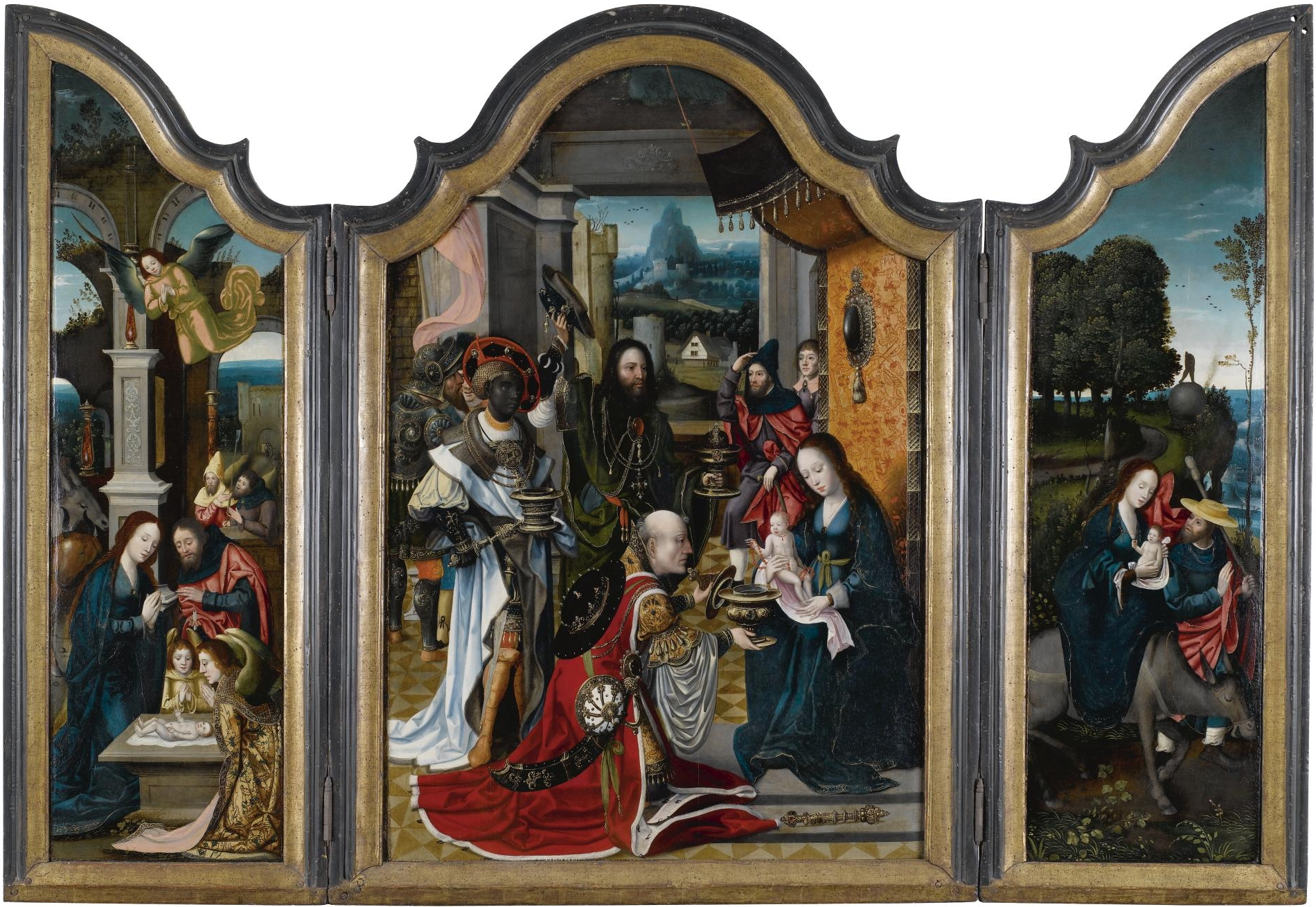
3.Triptyque avec Adoration des Mages, collection particulière.
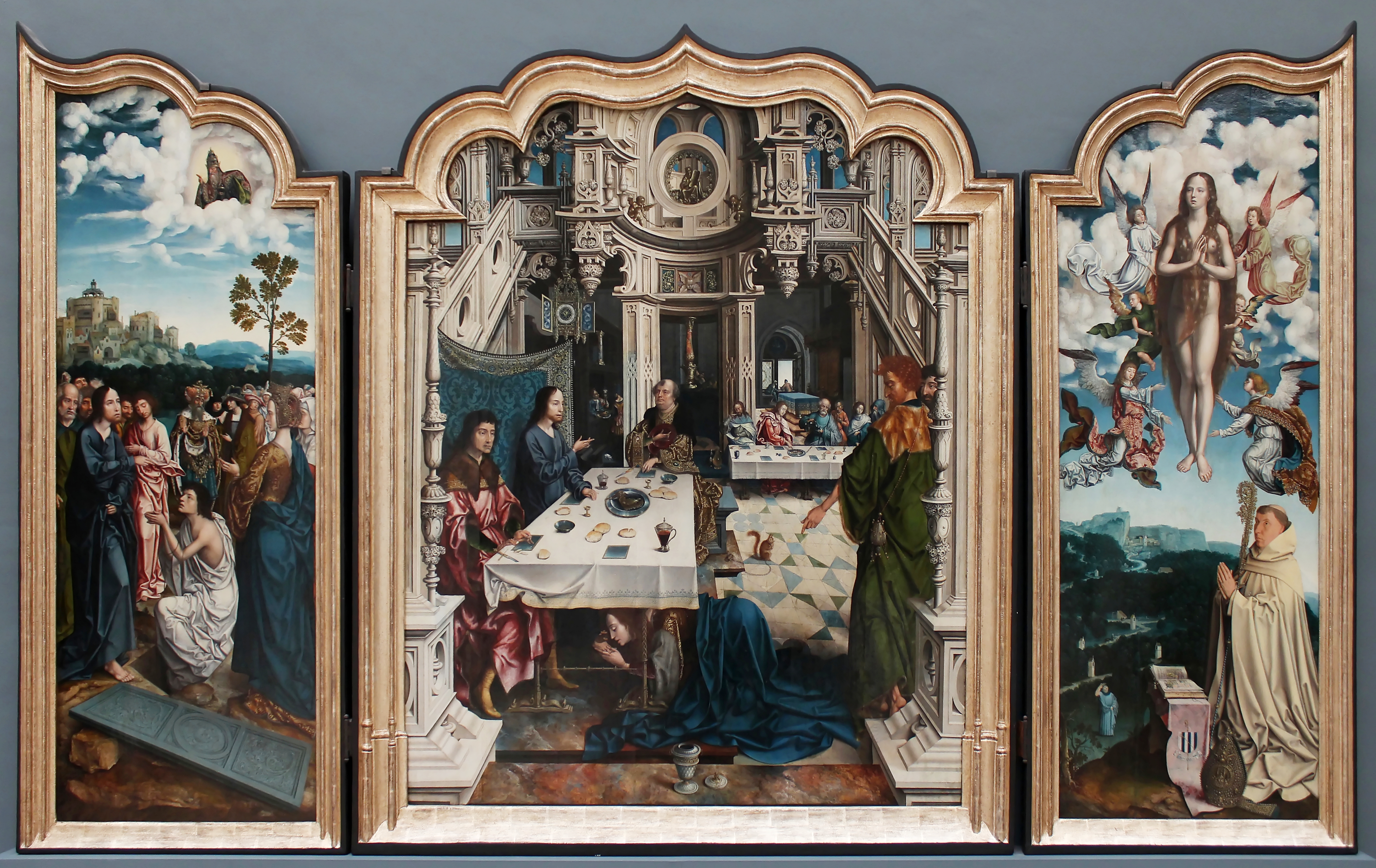
4. Triptyque de l'Abbaye de Dieleghem, Musées royaux de Beaux-Arts de Belgique.